# Big Jay McNeely
Cecil James McNeely (Watts, 29 april 1927 – 16 september 2018), beter bekend als Big Jay McNeely, was een Amerikaans rhythm-and-blues-saxofonist.

## Biografie
McNeely werd geboren in Watts, een woonwijk in Los Angeles. Geïnspireerd door Illinois Jacquet en Lester Young speelde McNeely tenorsaxofoon samen met zijn oudere broer Robert McNeely, die de baritonsax speelde. Hij maakte zijn eerste opname met drummer Johnny Otis; Otis was eigenaar van de Barrelhouse Club, een paar straten verwijderd van McNeely's huis.
Nadat McNeely Barrel House Stomp (een pennenvrucht van Otis) had gespeeld, kreeg hij van van A&R-man Ralph Bass meteen een platencontract bij Savoy Records. De baas van Bass, Herman Lubinsky, stelde voor om de artiestennaam Big Jay McNeely te gebruiken, want McNeely klonk volgens hem niet commercieel genoeg. McNeely's eerste hit was The Deacon's Hop, een instrumentaal nummer dat begin 1949 de toppositie van de r&b-hitlijst van Billboard bereikte.
Dankzij zijn flamboyante spelen, genaamd 'honking', bleef McNeely populair in de jaren vijftig en begin jaren zestig. Hij nam nummers op voor verscheidene labels, zoals Exclusive, Aladdin, Imperial, Federal en Vee-Jay. Hij had een hit in 1959 met de r&b-ballad There Is Something on Your Mind, met de stem van Little Sonny Warner, en in 1963 bracht hij een album uit via Warner Bros. Records. Niettemin begon zijn succes te tanen. In 1971 stapte hij uit de muziek en werd hij postbode. Later, dankzij een r&b-wederopleving begin jaren tachtig, nam hij echter ontslag bij het postkantoor en ging hij weer op tournee en ook weer voltijds opnemen, meestal overzee.

### Nederland
Regelmatig verzorgde McNeely optredens tijdens het International Boogie Woogie Festival in Nederland. In 2009 nam hij een album op met Martijn Schok, de promotor van dit festival. Dit album heette Party Time.
Ook trad hij in juni 2011 op tijdens Jazztime at the Keppel Castle in Laag-Keppel. Dit was zijn laatste optreden in Nederland.

## Nalatenschap
McNeelys originele tenorsaxofoon is te zien in het Museum of Pop Culture in Seattle. McNeely werd in 2020 opgenomen in de Rhythm and Blues Music Hall of Fame.
- Bibliothèque nationale de France: cb13897334n (data)
- Gemeinsame Normdatei: 11929396X
- International Standard Name Identifier: 0000 0000 8254 7261
- Library of Congress Control Number: n87831534
- MusicBrainz: 17356cb5-7789-42b4-9486-fdd72288d513
- SNAC: w63c3qnw
- Système universitaire de documentation: 088870405
- Virtual International Authority File: 67272666
- WorldCat: E39PBJp9rYhWKx8wb6fGqfBHG3